# 財貨動態論
財貨動態論（ざいかどうたいろん）とは、財務会計における動態論の分類に関する一学説。企業の経済活動を貨幣と財貨・用役の出入りと考えた上で、財貨・用役の出入りを中心として企業の経済活動を記録・計算する立場をさす。損益計算書の本質を費用収益の対応計算とし、貸借対照表の本質を将来収益獲得能力（サービスポテンシャルズ）たる資産の表示にあるとする考え方と結びつく、と説明されることがある。